# Ophioblennius clippertonensis
Ophioblennius clippertonensis är en fiskart som beskrevs av Springer 1962. Ophioblennius clippertonensis ingår i släktet Ophioblennius och familjen Blenniidae. Inga underarter finns listade i Catalogue of Life.